# Comunità
Eine Comunità (it. für "Gemeinschaft") ist in Italien der Zusammenschluss verschiedener Orte, meist kleinerer Gemeinden.

## Aufgaben einer Comunità
- gemeinsame Interessen der zusammengeschlossenen Städte verteidigen,
- wirtschaftliche Entwicklung der Städte vorantreiben,
- Erschließung des Territoriums der Gemeinden unter Berücksichtigung der Natur,
- und gemeinsame Kulturförderung und Veranstaltungen

Meist schließen sich kleinere Bergdörfer zu einer Comunità zusammen, diese nennt man dann auch Comunità Montane; im Gegensatz dazu gibt es auch Talgemeinschaften (hauptsächlich im Trentino), die Comunità di valle genannt werden.